# 塔莫·潘尼凱
塔莫·潘尼凱（Tahmoh Penikett，1975年5月20日—）是加拿大的一位演員。他最著名的作品是在電視劇太空堡垒卡拉狄加的Karl "Helo" Agathon角色。